# Przekupów
Przekupów – wieś w województwie wielkopolskim, w powiecie pleszewskim, w gminie Gołuchów. 
W latach 1975–1998 miejscowość położona była w województwie kaliskim.